# Morske zmije
Morske zmije žive u tropskim vodama Indijskog i Tihog oceana, a u obalnim vodama Australije živi gotovo polovica svih poznatih vrsta morskih zmija. Najčešće su otrovne, no ima i vrsta koje nisu otrovne i opasne.
Postoji sedamdesetak vrsta koje čine oko 86% danas živućih morskih gmazova, a njihovi preostali predstavnici su morske kornjače, morska iguana i nekoliko vrsta krokodila.

## Porijeklo i prilagodbe
Morske zmije razvile su se od kopnenih rođaka te u skladu s tim imaju određene prilagodbe za život u moru. Rep im je okomito spljošten nalik peraji, nosnice su smještene s leđne strane i imaju zaliske koji ih pokrivaju za vrijeme ronjenja. Imaju jedno pluće koje je izduženo i proteže se gotovo cijelom dužinom tijela, što omogućuje efikasnu izmjenu plinova. Pod vodom mogu provesti oko dva sata i zaroniti do 150 metara, ali su najaktivnije do dubine od 30 metara i najčešće izlaze po zrak svakih 30 minuta. Ljuske na tijelu se ne preklapaju nego se između njih nalazi slobodna površina kože koja je bogato okskrbljena krvnim žilicama, pa se preko nje obavlja izmjena plinova difuzijom. Hrane se ribama, rakovima, jeguljama i drugim morskim organizmima.